# Saison 2013 de l'équipe cycliste Movistar
La saison 2013 de l'équipe cycliste Movistar est la trente-quatrième de cette équipe.

## Préparation de la saison 2013

### Sponsors et financement de l'équipe
Depuis 2011, le sponsor principal de l'équipe est l'opérateur téléphonique Movistar. À l'issue de cette année 2013, l'engagement de cette équipe est prolongé jusqu'en 2016. Pinarello est le fournisseur de cycles de l'équipe depuis les années 1980, lorsque celle-ci s'appelait Reynolds. Ce partenariat prend fin avec cette saison,. Nalini est fournisseur de vêtements et d'accessoires. Les logos de ces trois entreprises apparaissent sur le maillot de l'équipe. Celui de Movistar, de couleur vert fluo sur le maillot bleu foncé, prédomine,. Le budget de l'équipe pour cette saison est d'environ 7 millions d'euros.

### Arrivées et départs
| Arrivées        | Équipe 2012                                   |
| --------------- | --------------------------------------------- |
| Eros Capecchi   | Liquigas-Cannondale                           |
| Alex Dowsett    | Sky                                           |
| Argiro Ospina   | Gobernación de Antioquia-Indeportes Antioquia |
| Sylwester Szmyd | Liquigas-Cannondale                           |
| Eloy Teruel     | Mutua Levante-Cafemax-Renault Ginestar        |

| Départs             | Équipe 2013  |
| ------------------- | ------------ |
| Marzio Bruseghin    |              |
| Javier Iriarte      | retraite     |
| Vasil Kiryienka     | Sky          |
| Ignatas Konovalovas | MTN-Qhubeka  |
| David López García  | Sky          |
| Sergio Pardilla     | MTN-Qhubeka  |
| Branislau Samoilau  | RCOP-Belarus |

## Coureurs et encadrement technique

### Effectif
| Cycliste             | Date de naissance | Nationalité | Équipe 2012                                   |
| -------------------- | ----------------- | ----------- | --------------------------------------------- |
| Andrey Amador        | 29 août 1986      | Costa Rica  | Movistar                                      |
| Eros Capecchi        | 13 juin 1986      | Italie      | Liquigas-Cannondale                           |
| Jonathan Castroviejo | 27 avril 1987     | Espagne     | Movistar                                      |
| Juan José Cobo       | 11 février 1981   | Espagne     | Movistar                                      |
| Rui Costa            | 5 octobre 1986    | Portugal    | Movistar                                      |
| Alex Dowsett         | 3 octobre 1988    | Royaume-Uni | Sky                                           |
| Imanol Erviti        | 15 novembre 1983  | Espagne     | Movistar                                      |
| José Iván Gutiérrez  | 27 novembre 1978  | Espagne     | Movistar                                      |
| Jesús Herrada        | 26 juillet 1990   | Espagne     | Movistar                                      |
| José Herrada         | 1er octobre 1985  | Espagne     | Movistar                                      |
| Beñat Intxausti      | 20 mars 1986      | Espagne     | Movistar                                      |
| Vladimir Karpets     | 20 septembre 1980 | Russie      | Movistar                                      |
| Pablo Lastras        | 20 janvier 1976   | Espagne     | Movistar                                      |
| Ángel Madrazo        | 30 juillet 1988   | Espagne     | Movistar                                      |
| Javier Moreno        | 18 juillet 1984   | Espagne     | Movistar                                      |
| Argiro Ospina        | 3 septembre 1991  | Colombie    | Gobernación de Antioquia-Indeportes Antioquia |
| Rubén Plaza          | 29 février 1980   | Espagne     | Movistar                                      |
| Nairo Quintana       | 4 février 1990    | Colombie    | Movistar                                      |
| José Joaquín Rojas   | 8 juin 1985       | Espagne     | Movistar                                      |
| Enrique Sanz         | 11 septembre 1989 | Espagne     | Movistar                                      |
| Sylwester Szmyd      | 2 mars 1978       | Pologne     | Liquigas-Cannondale                           |
| Eloy Teruel          | 20 novembre 1982  | Espagne     | Mutua Levante-Cafemax-Renault Ginestar        |
| Alejandro Valverde   | 25 avril 1980     | Espagne     | Movistar                                      |
| Francisco Ventoso    | 6 mai 1982        | Espagne     | Movistar                                      |
| Giovanni Visconti    | 13 janvier 1983   | Italie      | Movistar                                      |

### Encadrement
Depuis le départ de José Miguel Echavarri en 2007, l'équipe Movistar est dirigée par Eusebio Unzue, directeur sportif de l'équipe (successivement nommée Reynolds, Banesto, ibanesto.com, Illes Balears et Caisse d'épargne) depuis 1984. Les directeurs sportifs de l'équipe sont José Luis Jaimerena, José Luis Arrieta, Alfonso Galilea, José Vicente García Acosta et José Luis Laguía.
José Vicente García Acosta a intégré l'encadrement sportif au cours de l'année 2012, lors du Tour d'Italie. Il a effectué toute sa carrière de coureur, de 1995 à 2011, au sein de l'équipe. Yvon Ledanois, directeur sportif de Caisse d'épargne puis Movistar de 2008 à 2012, quitte l'équipe et rejoint BMC Racing en 2013.

## Bilan de la saison

### Victoires
| Date       | Course                                             | Pays        | Classe | Vainqueur            |
| ---------- | -------------------------------------------------- | ----------- | ------ | -------------------- |
| 05/02/2013 | Trofeo Serra de Tramuntana Deià-Lluc               | Espagne     | 1.1    | Alejandro Valverde   |
| 17/02/2013 | Prologue du Tour d'Andalousie                      | Espagne     | 2.1    | Alejandro Valverde   |
| 20/02/2013 | 3e étape du Tour d'Andalousie                      | Espagne     | 2.1    | Alejandro Valverde   |
| 20/02/2013 | Classement général du Tour d'Andalousie            | Espagne     | 2.1    | Alejandro Valverde   |
| 20/03/2013 | 3e étape du Tour de Catalogne                      | Espagne     | WT     | Nairo Quintana       |
| 04/04/2013 | 4e étape du Tour du Pays basque                    | Espagne     | WT     | Nairo Quintana       |
| 06/04/2013 | Classement général du Tour du Pays basque          | Espagne     | WT     | Nairo Quintana       |
| 07/04/2013 | Klasika Primavera                                  | Espagne     | 1.1    | Rui Costa            |
| 14/04/2013 | 3e étape du Tour de Castille-et-León               | Espagne     | 2.1    | Rubén Plaza          |
| 14/04/2013 | Classement général du Tour de Castille-et-León     | Espagne     | 2.1    | Rubén Plaza          |
| 04/05/2013 | Tour de la communauté de Madrid                    | Espagne     | 1.1    | Javier Moreno        |
| 11/05/2013 | 8e étape du Tour d'Italie                          | Italie      | WT     | Alex Dowsett         |
| 12/05/2013 | 2e étape du Tour des Asturies                      | Espagne     | 2.1    | Javier Moreno        |
| 19/05/2013 | 15e étape du Tour d'Italie                         | Italie      | WT     | Giovanni Visconti    |
| 21/05/2013 | 16e étape du Tour d'Italie                         | Italie      | WT     | Beñat Intxausti      |
| 22/05/2013 | 17e étape du Tour d'Italie                         | Italie      | WT     | Giovanni Visconti    |
| 14/06/2013 | 7e étape du Tour de Suisse                         | Suisse      | WT     | Rui Costa            |
| 16/06/2013 | 9e étape du Tour de Suisse                         | Suisse      | WT     | Rui Costa            |
| 16/06/2013 | Classement général du Tour de Suisse               | Suisse      | WT     | Rui Costa            |
| 20/06/2013 | Championnat de Grande-Bretagne du contre-la-montre | Royaume-Uni | CN     | Alex Dowsett         |
| 21/06/2013 | Championnat d'Espagne du contre-la-montre          | Espagne     | CN     | Jonathan Castroviejo |
| 21/06/2013 | Championnat du Portugal du contre-la-montre        | Portugal    | CN     | Rui Costa            |
| 23/06/2013 | Championnat d'Espagne sur route                    | Espagne     | CN     | Jesús Herrada        |
| 16/07/2013 | 16e étape du Tour de France                        | France      | WT     | Rui Costa            |
| 19/07/2013 | 19e étape du Tour de France                        | France      | WT     | Rui Costa            |
| 20/07/2013 | 20e étape du Tour de France                        | France      | WT     | Nairo Quintana       |
| 11/08/2013 | 5e étape du Tour de Burgos                         | Espagne     | 2.HC   | Nairo Quintana       |
| 11/08/2013 | Classement général du Tour de Burgos               | Espagne     | 2.HC   | Nairo Quintana       |
| 30/08/2013 | 5e étape du Tour du Poitou-Charentes               | France      | 2.1    | Jesús Herrada        |
| 14/10/2013 | 4e étape du Tour de Pékin                          | Chine       | WT     | Beñat Intxausti      |
| 15/10/2013 | Classement général du Tour de Pékin                | Chine       | WT     | Beñat Intxausti      |

### Résultats sur les courses majeures
Les tableaux suivants représentent les résultats de l'équipe dans les principales courses du calendrier international (les cinq classiques majeures et les trois grands tours). Pour chaque épreuve est indiqué le meilleur coureur de l'équipe, son classement ainsi que les accessits glanés par Movistar sur les courses de trois semaines.

#### Classiques
| Classique            | Milan-San Remo          | Tour des Flandres       | Paris-Roubaix           | Liège-Bastogne-Liège    | Tour de Lombardie       |
| -------------------- | ----------------------- | ----------------------- | ----------------------- | ----------------------- | ----------------------- |
| Coureur (classement) | Francisco Ventoso (11e) | Francisco Ventoso (45e) | Francisco Ventoso (37e) | Alejandro Valverde (3e) | Alejandro Valverde (2e) |

#### Grands tours
| Grand tour           | Tour d'Italie | Tour de France | Tour d'Espagne                             |
| -------------------- | --- | --- | ------------------------------------------ |
| Coureur (classement) | Beñat Intxausti (8e)                                                                                               | Nairo Quintana (2e) | Alejandro Valverde (3e)                    |
| Accessits            | 4 victoires d'étapes (Alex Dowsett, Giovanni Visconti (2) et Beñat Intxausti) et classement par équipes aux points | 3 victoires d'étapes (Rui Costa (2) et Nairo Quintana), Grand Prix de la montagne et classement du meilleur jeune (Nairo Quintana) | Classement par points (Alejandro Valverde) |

### Classement UCI
L'équipe Movistar termine à la première place du World Tour avec 1 610 points. Ce total est obtenu par l'addition des 70 points amenés par la 10e place du championnat du monde du contre-la-montre par équipes et des points des cinq meilleurs coureurs de l'équipe au classement individuel que sont Alejandro Valverde, 3e avec 540 points, Nairo Quintana, 8e avec 366 points, Rui Costa, 9e avec 352 points, Beñat Intxausti, 22e avec 196 points, et Javier Moreno, 58e avec 86 points,. Le championnat du monde du contre-la-montre par équipes terminé à la 10e place rapporte 70 points à l'équipe.
| Rang | Coureur              | Points |
| ---- | -------------------- | ------ |
| 3    | Alejandro Valverde   | 540    |
| 8    | Nairo Quintana       | 366    |
| 9    | Rui Costa            | 352    |
| 22   | Beñat Intxausti      | 196    |
| 58   | Javier Moreno        | 86     |
| 82   | José Joaquín Rojas   | 52     |
| 91   | Eros Capecchi        | 41     |
| 97   | Giovanni Visconti    | 37     |
| 103  | José Herrada         | 31     |
| 108  | Andrey Amador        | 25     |
| 136  | Alex Dowsett         | 16     |
| 148  | Francisco Ventoso    | 10     |
| 186  | Jonathan Castroviejo | 2      |